# Franciszek Czaki (dziennikarz)
Franciszek Czaki, właśc. Efroim Czaki (ur. 4 października 1874 w Sanoku, zm. 16 września 1935 w Wiedniu) – dziennikarz, satyryk, działacz socjalistyczny pochodzenia żydowskiego.

## Życiorys
Urodził się 4 października 1874 w Sanoku. Studiował na kierunkach prawa na Wydziale Prawa i medycyny na Wydziale Lekarskim Uniwersytetu Franciszkańskiego we Lwowie. W młodości zaangażował się w działalność ruchu socjalistycznego. Działał w ramach partii politycznych PPSD (oddział lwowski od 1893), PPS. Został dziennikarzem socjalistycznym. Po przenosinach ze Lwowa do Krakowa od 1897 współpracował z czasopismem „Naprzód”, którego był administratorem od 1898. Uchodził wtedy za jednego z najsprawniejszych agitatorów politycznych Zachodniej Galicji. Współpracował też z pismami warszawskimi.
Używając pseudonimów („Franciszek Czerski”, „Franciszek Młot”) publikował broszury agitacyjne wspierające ruch socjalistyczny. W 1903 w Krakowie był jednym z założycieli młodopolskiego pisma satyrycznego pod nazwą „Liberum Veto”, które redagował. W latach 1907–1910 pełnił funkcję redaktora naczelnego pisma „Głos” we Lwowie, w latach 1911–1912 był zastępcą redaktora naczelnego pisma „Gazeta Wieczorna”, później został korespondentem tego pisma z Wiednia. Przed 1913 został zatrudniony w Biurze Literackim Ministerstwa Spraw Zagranicznych w Wiedniu, gdzie prowadził polski referat publicystyczny. Po zakończeniu I wojny światowej w 1919 rozpoczął pracę w polskiej służbie. Był zatrudniony jako korespondent w delegaturze Polskiej Agencji Telegraficznej w Wiedniu, gdzie był przedstawicielem, a potem dyrektorem tejże filii PAT-u. Na początku 1935 został dyrektorem filii PAT-u w Wilnie.
W Wiedniu przeszedł na wiarę rzymskokatolicką. W czerwcu 1935 przebywał na urlopie w Wiedniu i tam zachorował. Zmarł 16 września 1935 w jednym z sanatoriów w Wiedniu. Został pochowany 19 września na Cmentarzu Centralnym w Wiedniu. Był żonaty, miał dwoje dzieci.

## Ordery i odznaczenia
- Złoty Krzyż Zasługi (9 listopada 1931)[11][8]
- Krzyż Oficerski Orderu Zasługi (Austria)[5]

## Publikacje
- Czerwony katechizm (1900, wyd. Latarnia, Kraków; kilka wydań)[4]
- Precz z militaryzmem (1900, wyd. Latarnia, Kraków)[4]
- Worek judaszów czyli Rzecz o klerykalizmie (1903; wznowienia, w tym trzecie w 1919)[4][3]